# Latte condensato

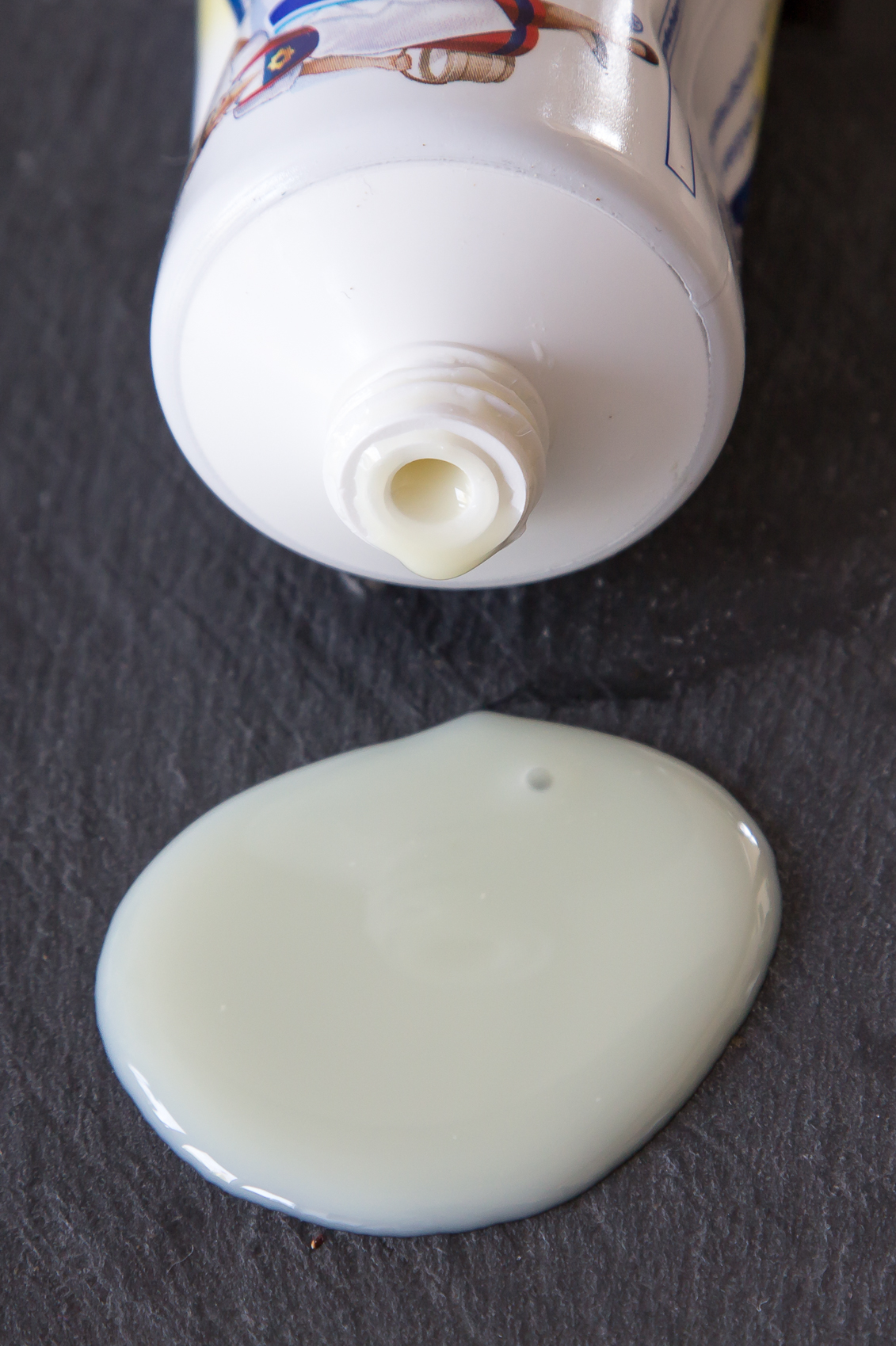
Latte condensato zuccherato in tubetto

Per latte condensato si intende una forma di latte reso conservabile grazie alla sottrazione di umidità. La dicitura è simile a quella di latte evaporato.

## Storia
In genere, come inventore del prodotto, viene indicato il pasticciere ed inventore francese Nicolas Appert (1827), il quale produceva del latte evaporato ma non zuccherato, mentre ulteriori perfezionamenti su base industriale vennero ideati dagli statunitensi Gail Borden e John B. Meyenberg. In genere oggi il prodotto è disponibile in versione zuccherata.

## Produzione
Per eliminare i batteri e per fare evaporare l'acqua, il latte viene portato ad ebollizione, per poi addensarsi ad una temperatura di 40–80 °C sotto pressione ridotta. Grazie a questo procedimento evapora circa il 60% dell'umidità. Il breve tempo di ebollizione evita al prodotto di assumere un colore bruno, impedendo di fatto l'instaurarsi all'interno della matrice alimentare della reazione di Maillard. Per questo motivo il latte condensato, a differenza di altri prodotti similari nell'uso di materie prime (salsa mou, dulce de leche), mantiene un colore più o meno bianco. Dopo essere stato confezionato in barattoli o in tubetti, il tutto viene nuovamente sterilizzato. 

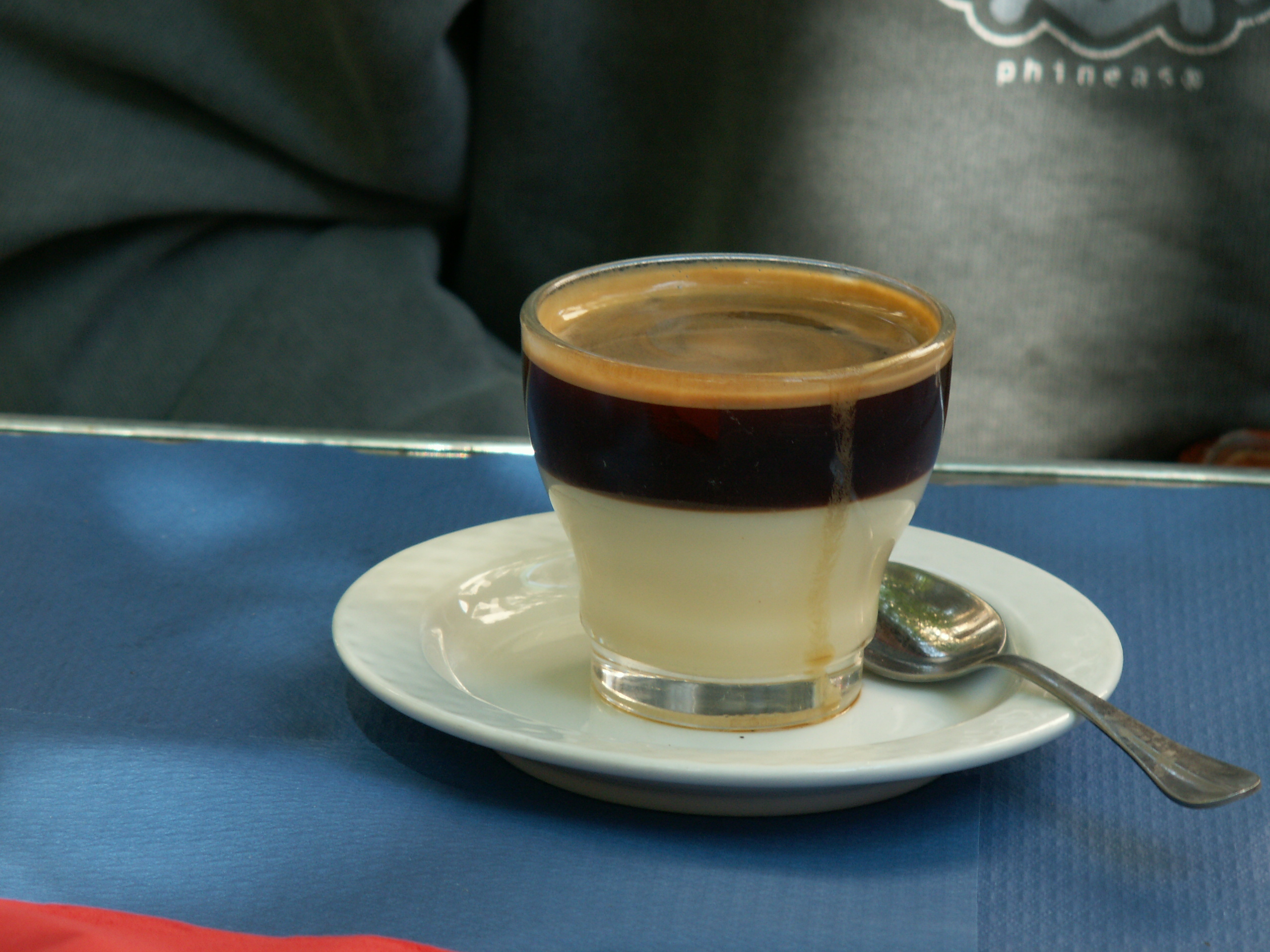
Café bombón

## Utilizzi
Alcune delle molteplici applicazioni del latte condensato, spesso assai diverse da paese a paese, sono le seguenti:
- Provvista di emergenza in caso di conflitti militari o catastrofi naturali (es: prima guerra mondiale);[3]
- Al posto del latte come aggiunta a tè e caffè (es: lo spagnolo café bombón);
- Al posto della marmellata sui toast;
- Quale ingrediente di dessert al cucchiaio come il gelato ai fagioli (paesi orientali) oppure il cholado.
- Come guarnizione di dolci lievitati (es: churros in America Latina e Spagna).
- Per abbreviare la preparazione del dulce de leche (Argentina).
- Come ingrediente del medovik, un dolce russo.